# Красноярский государственный художественный институт
Красноярский государственный художественный институт (КГХИ) — высшее учебное заведение в Красноярске, существовавшее в 1987—2017 годах. Готовило специалистов в области художественной практики — живописцев, графиков, скульпторов, художников декоративно-прикладного искусства, дизайнеров. Присоединён к Сибирскому государственному институту искусств имени Дмитрия Хворостовского.

## История
КГХИ открыт в 1987 году путём выделения из Красноярского государственного института искусств для подготовки специалистов в Западной и Восточной Сибири, Дальнего Востока, северных территорий.
Институт имел два факультета: академический и декоративно-прикладного искусства. Обучение велось по шести специальностям: живопись, графика, скульптура, художественная керамика, дизайн рекламно-графический, искусство интерьера, средовой дизайн. В структуре кафедр действовало 12 творческих мастерских.
С 1996 года ректором института был заслуженный художник РФ, действительный член Российской академии художеств, профессор А. А. Покровский.
Система художественного образования Красноярска имеет полный цикл, включающий детские художественные школы края, Красноярское художественное училище имени В. И. Сурикова, Красноярский государственный художественный институт, творческие мастерские Российской академии художеств, региональное отделение PAX. Деятельность КГХИ была тесно связана со стратегией развития художественного образования в Красноярске, а сам он являлся куратором средне-специальных учебных заведений городов Новосибирска, Челябинска, Барнаула, Новоалтайска, Томска, Кызыла, Иркутска, Читы, Якутска, Красноярска.
За период с 1987 по 2012 год КГХИ подготовил 787 выпускников.